# Waqf

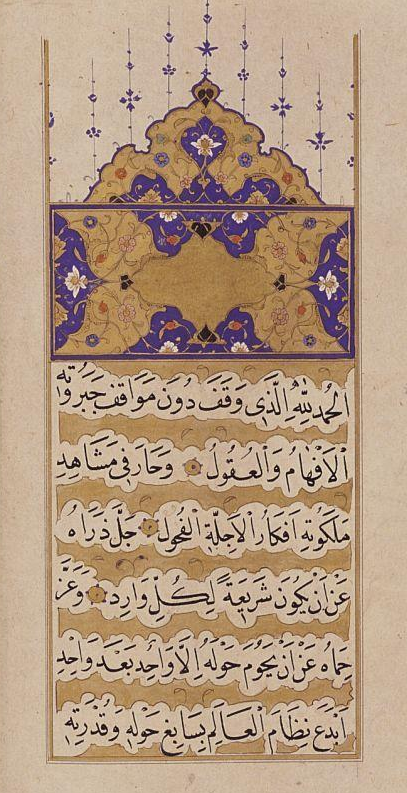
Een oud waqf-document

Een waqf (Arabisch: وقف, meervoud اوقاف, awqāf) is een religieuze stichting volgens het islamitisch recht. Een waqf wordt met ingezameld of nagelaten geld gesticht en kan bijvoorbeeld een moskee, een bron, molen, madrassa, een wees- of badhuis beheren. Vanaf het prille begin is de waqf niet op winst gericht. Dat betekent dat een waqf ook moeilijk kapitaal kan aantrekken.
Hoewel er juridisch geen onderscheid is, wordt vaak verschil gemaakt tussen een publieke en een privé- of familiewaqf. Geld van een publieke waqf wordt besteed aan publieke voorzieningen, zoals eerder genoemd. Van een privéwaqf profiteren de familieleden van de stichter. Dit laatste heeft te maken met het voorgeschreven erfrecht, waarbij iedere zoon en dochter een erfdeel laat en het oorspronkelijke bezit opgesplitst wordt. Door gebruik te maken van een waqf kan naar eigen inzicht de erfenis verdeeld worden, omdat een waqf buiten het erfrecht valt.
Verschillende landen hebben in de 20e eeuw waqfeigendommen genationaliseerd en speciale waqfministeries opgericht om zo een betere controle te krijgen op deze autonome instellingen. Turkije en Tunesië hebben alle waqfinstellingen genationaliseerd. Veel andere landen kozen ervoor alleen aan de privéwaqf een einde te maken.
Een muezzin mag geen beloning krijgen voor zijn verdiensten, maar kan deze wel verkrijgen uit o.a. een vroom legaat (waqf).